# 北川陽一郎
北川 陽一郎（きたがわ よういちろう、1934年〈昭和9年〉3月20日 - ）は、日本の俳優。本名・旧芸名は細川 隆一（ほそかわ りゅういち）。北海道小樽市出身。

## 人物・略歴
日本大学芸術学部中退。
1950年代後半ごろに東宝の専属俳優となって、本名の細川隆一名義で数多くの作品に出演した。専属制度が崩壊した1971年以降は北川陽一郎と芸名を付け、エヌ・エー・シーの専属として主にテレビで活動する。
その後、活動の拠点を北海道に移し札幌市に「NACタレントセンター札幌」を開設、1980年には劇団「劇団道」を創設する。
2005年にNACタレントセンター札幌を「北海道俳優養成所」と独立改称し、現在代表、主宰を務めている。日本俳優連合北海道地区総代。

## 主な出演作品

### 映画
- ゴジラシリーズ
  - ゴジラの逆襲（1955年 小田基義監督）：キャバレーの客[2]
  - ゴジラ対メカゴジラ（1974年 福田純監督）：海洋博工事現場の記者[1][3][2]
- 33号車応答なし（1955年 谷口千吉監督）：警官
- 哀愁の街に霧が降る（1956年 日高繁明監督）：学生
- 空の大怪獣 ラドン（1956年 本多猪四郎監督）：警官[1]
- 地球防衛軍（1957年 本多猪四郎監督）：第2ベーター号乗組員[1]
- 奴が殺人者だ（1958年 丸林久信監督）
- 大怪獣バラン（1958年 本多猪四郎監督）：研究員[4]
- コタンの口笛（1959年 成瀬巳喜男監督）
- 潜水艦イ-57降伏せず（1959年 松林宗恵監督）：聴音兵B[5]
- 独立愚連隊（1959年 岡本喜八監督）：伝令
- 野獣死すべし（1959年、須川栄三） - 捜査本部刑事
- お姐ちゃんはツイてるぜ（1960年 筧正典監督）：ビートの青年
- 大坂城物語（1961年 稲垣浩監督）
- 別れて生きるときも（1961年 堀川弘通監督）：南北社の男
- 妻として女として（1961年 成瀬巳喜男監督）：大学生
- モスラ（1961年 本多猪四郎監督）：国立核総合センター所員[1]
- 紅の海（1961年 谷口千吉監督）：新聞記者
- 黒い画集 第二話 寒流（1961年 鈴木英夫監督）
- その場所に女ありて（1962年 鈴木英夫監督）：新聞記者
- 紅の空（1962年 谷口千吉監督）
- 妖星ゴラス（1962年 本多猪四郎監督）
- クレージー映画
  - ニッポン無責任野郎（1962年 古澤憲吾監督）：明音楽器社員
  - 日本一の色男（1963年 古澤憲吾監督）：新聞記者
  - 香港クレージー作戦（1963年 杉江敏男監督）：香港の警察
  - 日本一のホラ吹き男（1964年 古澤憲吾監督）：増益電機宣伝課員
- 太平洋の翼（1963年 松林宗恵監督）
- 江分利満氏の優雅な生活（1963年 岡本喜八監督）：佐藤（サントリー社員）
- ああ爆弾（1964年 岡本喜八監督）：文房具屋
- 君も出世ができる（1964年 須川栄三監督）
- 宇宙大怪獣ドゴラ（1964年 本多猪四郎監督）
- 鬼輪番（1974年 坪島孝監督）：番頭

### テレビ
- 美しきチャレンジャー（1971年）
- ウルトラシリーズ
  - 帰ってきたウルトラマン 第10話「恐竜爆破指令」（1971年） - 吉本先生
  - ウルトラマンA
    - 第2話「大超獣を超えてゆけ!」（1972年） - 警官
    - 第25話「ピラミットは超獣の巣だ!」（1972年） - 医師
    - 第42話「冬の怪奇シリーズ 神秘! 怪獣ウーの復活」（1973年） - 良平
- 火曜日の女シリーズ（NTV）
  - クラスメート -高校生ブルース-（1971年）
  - いとこ同志（1972年）
- 人形佐七捕物帳 第10話「怪談・変幻地獄」（1971年） - 大番屋の書役
- ミラーマン 第6話「鏡の中の墓場」（1971年）
- 氷点（1971年）
- なんたって18歳!（1971年） ※クレジットは北川洋一郎
- 新・鬼平犯科帳（1971年 - 1972年） - 村松忠之進
- 一心太助 第14話「人情勧進相撲」（1972年、CX / 国際放映） - 与力
- 気になる嫁さん（1972年） - 山岸
- ケーキ屋ケンちゃん（1972年）
- だから大好き! 第13話「富士山・サクラ…!?」（1972年）
- 太陽にほえろ!
  - 第10話「ハマッ子刑事の心意気」（1972年） - 鑑識課員[注釈 1]
  - 第15話「拳銃とトランペット」（1972年） - バーの客
  - 第32話「ボスを殺しに来た女」（1973年） - 高田助手（七曲署鑑識課）
  - 第41話「ある日、女が燃えた」（1973年） -　同上
  - 第48話「影への挑戦」（1973年） - 同上
  - 第51話「危険を盗んだ女」（1973年） - 同上
  - 第57話「蒸発」（1973年） - 同上
  - 第60話「新宿に朝は来るけれど」（1973年） - 同上
  - 第74話「ひとりぼっちの演奏会」（1973年） - 同上
  - 第142話「真実はどこに?」（1975年） - 鹿児島県警幹部
  - 第288話「射殺」（1978年）
  - 第335話「ある結末」（1978年） - 西本医師
  - 第356話「制服を狙え!」（1979年） - 国際映画撮影所員
  - 第359話「ジョギングコース」（1979年） - 藤沢鉄夫
  - 第386話「信頼」（1979年）
- 旗本退屈男（1973年）
- 魔人ハンター ミツルギ 第2話「獄門台の生首が笑う!」（1973年）
- イナズマン 第10話「人喰いガスの恐怖!!」（1973年） - 勝木勇
- ロボット刑事 第3話「時計発狂事件」（1973年） - 三宅タケシの父親
- ジャンボーグA （1973年）
  - 第22話「パット全滅作戦!!」 - サラリーマン ※ノンクレジット
  - 第34話「死神からの殺人予告電話!」 - 宮川助教授
- 流星人間ゾーン 第22話「逆襲! スーパージキロを倒せ」(1973年) - 東博士
- 剣客商売 第1話「父と子と」（1973年） - やくざもの
- 雑居時代 第13話「一日遅れのクリスマス」（1973年） - 北出課長
- 勝海舟 第26回「攘夷」（1974年） - 男
- 母の鈴（1974年）
- 仮面ライダーX 第7話「恐怖の天才人間計画!」（1974年） - 鳥人イカルスに殺される男
- 電人ザボーガー 第20話「死を呼ぶ合体ロボット・ゴーゴン」（1974年） - 大和博士
- 非情のライセンス 第2シリーズ 第10話「兇悪の星」（1974年） - 課長
- 鬼平犯科帳（丹波哲郎版）（1975年） - 五鉄の三次郎
- 破れ傘刀舟悪人狩り
- 俺たちの勲章 第12話（1975年） - 救急隊員
- 大江戸捜査網
  - 第125話「仇討ち無情」（1974年） - 中田藩士
  - 第288話「浪人殺しの陰謀」（1977年） - 佐久間藩主・雨宮義勝
  - 第385話「純愛に賭けた色事師」（1979年） - 蔵前屋
- 俺たちの朝 第40話「鹿児島とWデイトと幼い日の呪文」（1977年） - ホテル支配人
- 華麗なる刑事（1977年） - 科学捜査研究所職員
- スターウルフ 第21話「悲劇の宇宙恐竜ニポポ」（1978年） - ナムルス大統領
- 大追跡 第19話「ご不要な亭主始末します」（1978年）
- 若さま侍捕物帳（1978年）
- 西遊記 第13話「恋地獄 なめくじ妖怪」（1978年、NTV / 国際放映） - 村長
- 同心部屋御用帳 江戸の旋風IV 第15話「母娘びな」（1979年、CX / 東宝） - 宗吉
- 獅子の時代（1980年） - 囚人